# Лено (Кальвадос)
Лено́ (фр. Lénault) — коммуна во Франции, находится в регионе Нижняя Нормандия. Департамент коммуны — Кальвадос. Входит в состав кантона Конде-сюр-Нуаро. Округ коммуны — Вир.
Код INSEE коммуны — 14361.

## Население
Население коммуны на 2010 год составляло 189 человек.
| 1962 | 1968 | 1975 | 1982 | 1990 | 1999 | 2010 |
| ---- | ---- | ---- | ---- | ---- | ---- | ---- |
| 241  | 202  | 176  | 153  | 147  | 148  | 189  |

## Экономика
В 2010 году среди 103 человек трудоспособного возраста (15—64 лет) 71 были экономически активными, 32 — неактивными (показатель активности — 68,9 %, в 1999 году было 62,8 %). Из 71 активных жителей работали 67 человек (39 мужчин и 28 женщин), безработных было 4 (2 мужчины и 2 женщины). Среди 32 неактивных 9 человек были учениками или студентами, 18 — пенсионерами, 5 были неактивными по другим причинам.